# Матвейково (Дмитровский городской округ)
Матвейково — деревня в Дмитровском районе Московской области, в составе сельского поселения Синьковское. Население — 9 чел. (2010). До 2006 года Матвейково входило в состав Кульпинского сельского округа. В деревне действует церковь Иконы Божией Матери Знамение 1785 года постройки.

## Расположение
Деревня расположена в западной части района, на границе с Солнечногорским, примерно в 22 км к юго-западу от Дмитрова, на возвышенности Клинско-Дмитровской гряды, по правому берегу реки Лутосни, высота центра над уровнем моря 217 м. Ближайшие населённые пункты — Арбузово на востоке и Фофаново на юге.

## Население
| 2002 | 2006 | 2010 |
| ---- | ---- | ---- |
| 9    | ↗11  | ↘10  |

## Спорт
В деревне расположен Гольф-клуб "Форест-Хиллс"

## Галерея

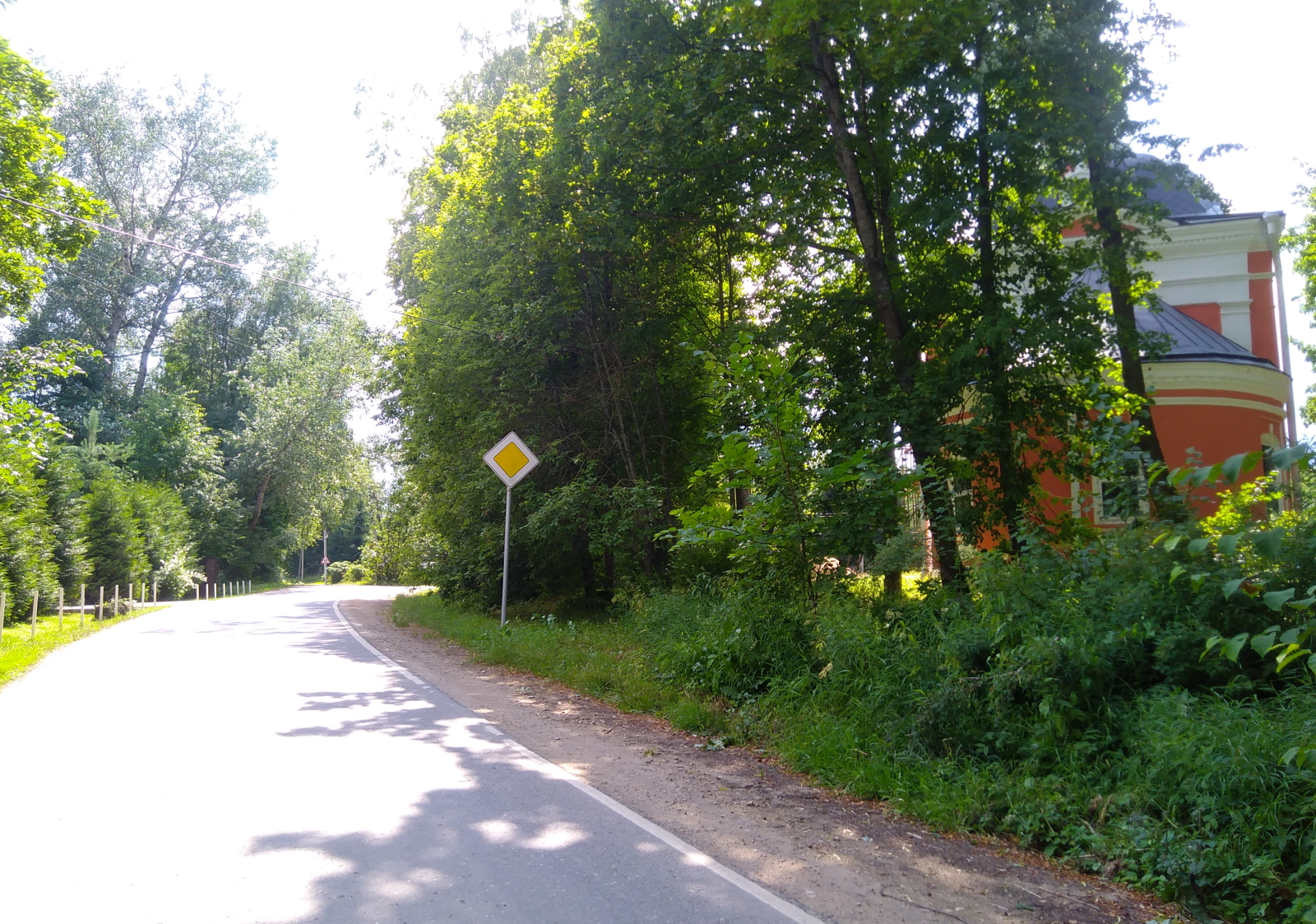
Лето 2022 года.

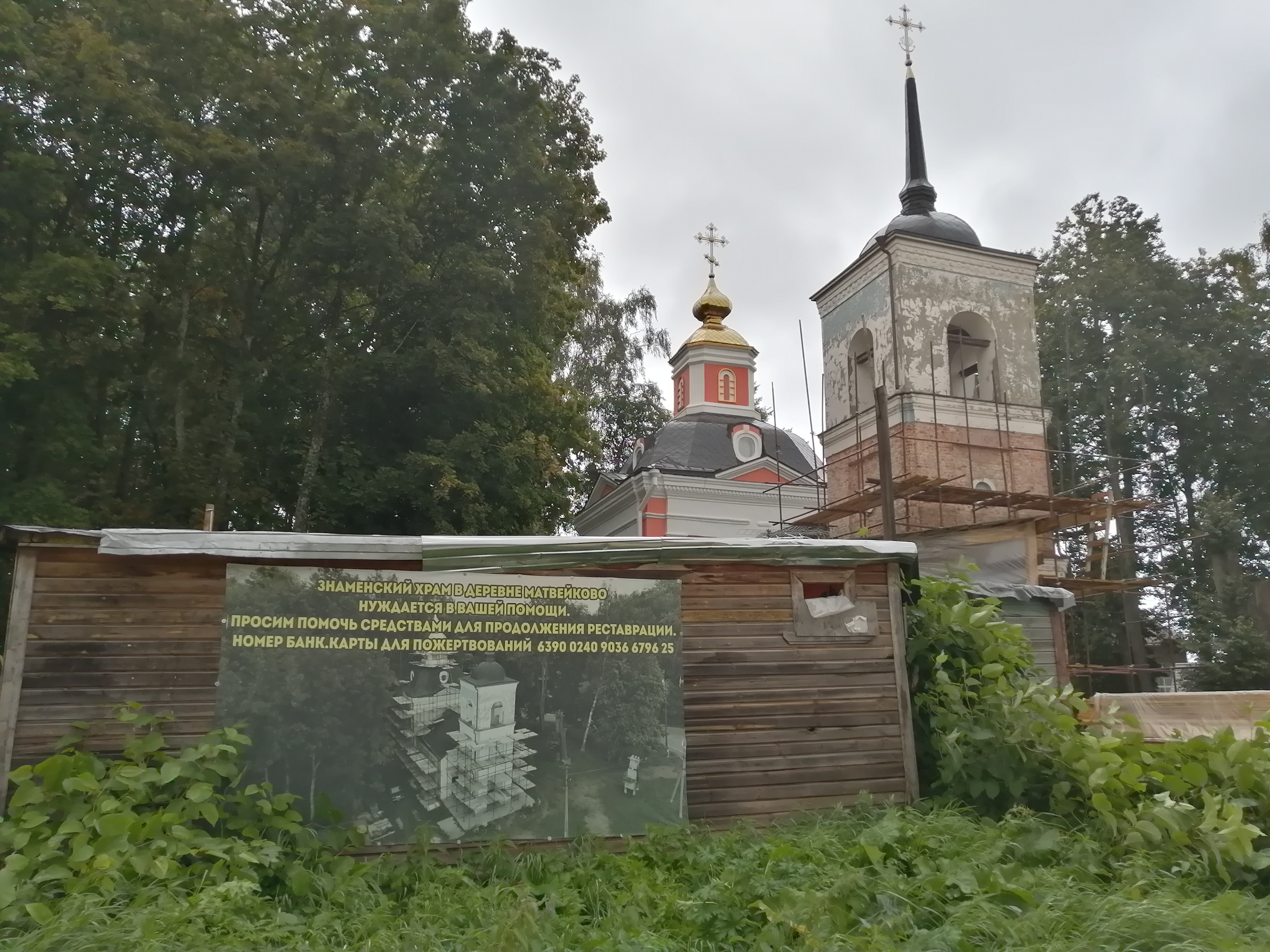
Реставрация храма в деревне Матвейково.